# Bosc de la Caseta de Solans
El bosc de la Caseta de Solans és una pineda del poble de Montpol, al municipi de Lladurs (Solsonès).